# Увођење у посао
Увођење у посао је српски телевизијски филм из 2007. године. Режирао га је Владимир Момчиловић, а сценарио је писао Драгослав Михаиловић.

## Улоге
| Глумац             | Улога                |
| ------------------ | -------------------- |
| Бора Тодоровић     | Буда Јеремић         |
| Срђан Тодоровић    | Драги Јовић          |
| Јелисавета Саблић  | Мира Пацов           |
| Миодраг Кривокапић | Капетан Заре         |
| Петар Краљ         | Дежурни службеник    |
| Јосиф Татић        | Милен                |
| Душанка Стојановић | Драгица              |
| Ива Штрљић         | Службеница поште     |
| Љубивоје Тадић     | Санда                |
| Небојша Кундачина  | Начелник дома армије |
| Милан Томић        | Други официр         |
| Дарко Бјековић     | Трећи официр         |
| Зоран Максић       | Боксер               |

## Занимљивости
- У овом остварењу Бора Тодоровић и Срђан Тодоровић су се први пут у филмским каријерима појавили заједно у истом филму.[1]